# E Jie
E Jie (鄂傑S, È JiéP; 24 giugno 1967) è un'ex schermitrice cinese, vincitrice di una medaglia di bronzo ai campionati mondiali di scherma.